# Arc Games
Arc Games ist ein amerikanischer Videospiel-Publisher mit Sitz in Redwood City, der sich auf die Veröffentlichung und den Vertrieb von Online- und Free-to-Play-Spielen spezialisiert hat.

## Unternehmensgeschichte
Das Unternehmen wurde 2008 als nordamerikanische Tochtergesellschaft des chinesischen Publishers Perfect World gegründet. Perfect World Entertainment wurde ursprünglich gegründet, um die Spiele des chinesischen Mutterkonzerns Perfect World für den westlichen Markt zu lokalisieren. Hierzu gehörten insbesondere Online-Rollenspiele, die einem englischsprachigen Publikum zugänglich gemacht wurden. Ab 2009 begann Perfect World Entertainment, auch Spiele anderer Entwickler zu vertreiben, darunter das bekannte Spiel Torchlight von Runic Games, das durch einen weltweiten Publishing-Vertrag ermöglicht wurde. Im Jahr 2011 übernahm Perfect World das MMO-Studio Cryptic Studios von Atari, welches für Titel wie Star Trek Online und Neverwinter verantwortlich ist.
Im Dezember 2021 erwarb die schwedische Embracer Group Perfect World Entertainment und gliederte das Unternehmen in seine Tochtergesellschaft The Gearbox Entertainment Company ein. In diesem Zuge erfolgte eine Umbenennung zu Gearbox Publishing San Francisco. Nach weiteren Umstrukturierungen im Jahr 2024, bei denen Embracer beschloss, Gearbox an Take-Two Interactive zu verkaufen, behielt Embracer jedoch Gearbox Publishing San Francisco. Dies führte zur erneuten Umbenennung und Gründung von Arc Games im April 2024.

## Wichtige Spieleveröffentlichungen
Arc Games bzw. Perfect World Entertainment hat über die Jahre eine Vielzahl von Spielen veröffentlicht. Zu den bekanntesten Titeln zählen:
- Perfect World International (2008)
- Star Trek Online (2010)
- Neverwinter (2013)
- Torchlight und Torchlight II (von Runic Games)
- Remnant: From the Ashes (2019) und Remnant 2 (2023)

Zusätzlich zu den eigens entwickelten Spielen, wie Legend of Martial Arts und Forsaken World, veröffentlichte das Unternehmen auch Titel von Partnerstudios und unterstützte damit die weltweite Vermarktung.